# 254 av. J.-C.
Cette page concerne l'année 254 av. J.-C. du calendrier julien proleptique.

## Événements
- 14 mai (21 avril du calendrier romain) : début à Rome du consulat de Cnaeus Cornelius Scipio Asina II et Aulus Atilius Calatinus II[1].
- Printemps : les deux consuls quittent l’Italie avec deux armées et 220 nouveaux bateaux, et sont rejoints par les restes de la flotte détruite à Camarina en 255. Carthage subit une grande défaite devant Panorme, qui la confine sur Drepanum (Trapani) et Lilybée[2].

- Tiberius Coruncanius est le premier plébéien à être élu pontifex maximus à Rome[3].
- Dédicace du temple de Fides, à Rome[4].

## Naissances en 254 av. J.-C.
- Plaute, auteur comique latin (date approximative).
- Quintus Fabius Pictor, homme d’État romain (date approximative).

## Décès
- Stratonice Ire, princesse macédonienne. Fille de Démétrios Ier Poliorcète et épouse de Séleucos Ier Nikator, elle déchaîne une violente passion chez son beau-fils Antiochos Ier qui en tombe gravement malade. Sur le conseil des médecins, Séleucos divorce et cède sa femme à Antiochos.